# 한학수
한학수(韓鶴洙, 1969년 12월 7일~)는 문화방송의 PD이다.

## 생애 및 경력
1987년에 서울대학교 경영학과에 입학하여 1993년에 졸업, 1997년에 동 대학 경영대학원에서 마케팅학 석사학위를 받았다. 1997년 MBC에 시사교양 프로듀서로 입사하여 《생방송 모닝스페셜》, 《생방송 화제집중》등 생활정보 프로그램들을 연출하다가, 2001년 《PD수첩》을 연출하면서 시사문제에 대해 다루기 시작했다. 특히 《PD수첩》의'SOFA, 미군 범죄의 면죄부인가', '그들만의 재판, 미군은 무죄인가?'를 연출하면서 이로 인해, 묻힐뻔한 미선이 효순이 사건이 큰 관심사가 되어 촛불시위의 도화선이 되었다.
그밖에, '사형제도를 사형시켜라', '양심적 병역 거부', '군 사법제도를 기소하라', '음지의 절대권력, 국가정보원', '불패신화, 삼성무노조' 등을 연출하였고, 2004년에는 《이제는 말할 수 있다》에서 '신의 아들과의 전쟁', '한국의 진보' 3부작 등을 연출하였다.
2005년 다시 《PD수첩》으로 자리를 옮겨 황우석 사건을 파헤치게 된다. 비록 취재 과정에서 사소하나마 취재윤리 위반 논란이 있었으나 결국 황우석 교수의 줄기세포 조작사실을 밝혀내고 이를 보도하여 큰 파장을 일으켰고, 이듬해인 2006년 이 보도로 당시 《PD수첩》 책임 프로듀서였던 최승호 PD와 한국PD연합회에서 수여하는 '올해의 PD상'을 공동 수상하였다.
이후 《MBC 스페셜》로 자리를 옮겨 이른바 '눈물 시리즈'의 한 부분을 이루는 대형 자연 다큐멘터리인 《아프리카의 눈물》을 취재, 연출하는 등 한동안 다큐멘터리 제작에 전념하였다. 
이후 2012년 이명박 정권의 언론장악 움직임에 맞선 전국언론노동조합 MBC 본부의 이른바 '180일 총파업'에 적극 참여하였고, 파업이 실패한 이후 사측의 보복으로 시사교양국에서 쫓겨나 한때는 상암 MBC 사옥 앞의 스케이트장 관리직으로 배치되는 등 약 5년 동안 비제작부서를 전전하였다.
2017년 3월 박근혜 대통령의 탄핵과 5월 문재인 대통령의 당선 이후 같은 해 9월부터 약 3개월 간 진행된 전국언론노동조합 MBC 본부의 파업으로 박근혜 정권 아래 임명된 MBC 경영진이 사퇴하고 해직 PD 출신인 최승호 PD가 새 MBC 사장이 된 뒤 시사교양국에 복귀, 2018년 1월부터 3년 간 《PD수첩》의 진행을 맡았다. 2021년 《PD수첩》 진행자 자리에서 물러난 이후 현재는 주로 외주제작 프로그램의 관리를 맡고 있다.

## 황우석 사건
황우석 교수의 논문 조작 의혹과 관련된 제보를 황우석박사팀의 전연구원인 류영준으로부터 받고, 이를 오랫동안 추적 조사하여 자세한 내용을 《PD수첩》에서 5회에 걸쳐 방송하였다.
YTN과 윤현수, 안규리 등이 미국 피츠버그대 출장을 통해 취재윤리 문제를 제기하였고, 한 때 위기에 몰렸으나 생물학정보연구센터(BRIC)를 중심으로 한 젊은 과학자들과 네티즌들의 진실규명노력에 힘입어 노성일의 '체세포핵이식 줄기세포가 없다'는 결론을 이끌어낸다. 결국, 황우석은 수차례의 기자회견을 통해 현재 줄기세포가 없다는 사실과 사이언스지의 줄기세포수를 부풀려 논문을 작성했다는 자백을 하게 된다. 그에 이어진 서울대조사위원회의 조사활동과 검찰의 수사로 인해 황우석박사의 논문조작과 난자채취를 둘러싼 많은 문제점들이 드러나게 되고 황우석은 서울대 교수직에서 파면됨과 동시에 사기 및 횡령 등의 혐의로 법정에 서게 된다.
한학수 PD는 이 공로로 올해의 PD상 등 정론직필의 언론인에게 주어지는 영광스런 수상의 영예를 누리게 되었다.

## 저서
<진실, 그것을 믿었다 - 황우석 사태 취재 파일>
한학수 (지은이) | 사회평론 | 2014년 9월
<여러분! 이 뉴스를 어떻게 전해 드려야 할까요? - 황우석 사태 취재 파일>
한학수 (지은이) | 사회평론 | 2006년 11월
<아프리카의 눈물 : 슬프도록 아름다운 삶이 춤추는 땅>
장형원 , 한학수 지음 21세기북스 2012년 6월
<신화의 추락, 국익의 유령 - 황우석, 피디수첩 그리고 한국의 저널리즘>
원용진, 전규찬, 진중권, 문종대, 한학수, 양문석, 이형기, 최영재, 강양구, 조이여울, 최승호, 반현 (지은이) | 한나래 | 2006년 5월
<PD수첩, 한국 PD저널리즘의 보고>
최진용, 조능희, 임채유, 김환균, 이근행, 이우환, 김진만, 김현철, 한학수 (지은이) | 커뮤니케이션북스 | 2002년 6월